# Satyrus iole
Satyrus iole är en fjärilsart som beskrevs av John Henry Leech 1892. Satyrus iole ingår i släktet Satyrus och familjen praktfjärilar. Inga underarter finns listade.